# Antonio Ugalde
Antonio Ugalde, španski rokometaš, * 13. maj 1976, Esplugues de Llobregat.
Leta 2000 je na poletnih olimpijskih igrah v Sydneyju v sestavi španske reprezentance osvojil bronasto olimpijsko medaljo.